# Сардарабад (Сіяхкаль)
Сардарабад (перс. سرداراباد) — село в Ірані, у дегестані Хараруд, в Центральному бахші, шагрестані Сіяхкаль остану Ґілян. За даними перепису 2006 року, його населення становило 166 осіб, що проживали у складі 45 сімей.

## Клімат
Середня річна температура становить 14,49°C, середня максимальна – 28,38°C, а середня мінімальна – 0,03°C. Середня річна кількість опадів – 1110 мм.
| Клімат поселення                              | Клімат поселення | Клімат поселення | Клімат поселення | Клімат поселення | Клімат поселення | Клімат поселення | Клімат поселення | Клімат поселення | Клімат поселення | Клімат поселення | Клімат поселення | Клімат поселення | Клімат поселення |
| Показник                                      | Січ.             | Лют.             | Бер.             | Квіт.            | Трав.            | Черв.            | Лип.             | Серп.            | Вер.             | Жовт.            | Лист.            | Груд.            |                  |
| Середній максимум, °C                         | 10,27            | 10,44            | 12,46            | 17,89            | 22,00            | 26,24            | 28,38            | 28,17            | 24,12            | 21,27            | 17,05            | 12,38            |                  |
| Середня температура, °C                       | 5,15             | 5,31             | 7,34             | 12,76            | 16,88            | 21,12            | 24,05            | 23,84            | 19,79            | 16,95            | 12,72            | 8,02             |                  |
| Середній мінімум, °C                          | 0,03             | 0,20             | 2,22             | 7,64             | 11,76            | 16,00            | 19,71            | 19,50            | 15,47            | 12,60            | 8,39             | 3,70             |                  |
| Норма опадів, мм                              | 114              | 94               | 88               | 51               | 45               | 30               | 30               | 56               | 116              | 178              | 161              | 147              |                  |
| Середньомісячна швидкість вітру, м/с          | 2.30             | 2.49             | 2.40             | 2.37             | 2.30             | 2.52             | 2.60             | 2.26             | 2.10             | 2.00             | 2.00             | 2.18             |                  |
| Середньомісячна сонячна радіація, кДж/м²·день | 7047             | 9149             | 11085            | 15646            | 19904            | 21902            | 22361            | 19061            | 15766            | 11019            | 8751             | 6747             |                  |
| --------------------------------------------- | ---------------- | ---------------- | ---------------- | ---------------- | ---------------- | ---------------- | ---------------- | ---------------- | ---------------- | ---------------- | ---------------- | ---------------- | ---------------- |
| Джерело:                                      |                  |                  |                  |                  |                  |                  |                  |                  |                  |                  |                  |                  |                  |